# جیمز برسفورد
جیمز برسفورد (تایلندی: เจมส์ เบอร์เรสฟอร์ด؛ زادهٔ ۱۷ آوریل ۲۰۰۲) بازیکن فوتبال اهل بریتانیا است.
وی همچنین در تیم ملی فوتبال تایلند بازی کرده‌است.